# Correbidia fanum
Correbidia fanum là một loài bướm đêm thuộc phân họ Arctiinae, họ Erebidae.